# Mesmerism
Mesmerism  ist ein Jazzalbum von Tyshawn Sorey Trio mit dem Pianisten Aaron Diehl und dem Bassisten Matt Brewer. Die 2021 entstandenen Aufnahmen erschienen am 8. Juli 2022 auf Soreys Label 7yeros Music. Der Titel des Albums spielt auf den Mesmerismus an, eine im 18. Jahrhundert behauptete, dem Elektromagnetismus analoge Kraft am Menschen.

## Hintergrund
Der Schlagzeuger und Komponist Tyshawn Sorey hat mehrere Alben mit traditioneller Trio-Besetzung – Klavier, Kontrabass, Schlagzeug – sowohl unter eigenem Namen als auch als Sideman veröffentlicht, etwa Evanescences (2010, mit Casimir Liberski und Thomas Morgan) oder The Berlin Concert (2018, mit Angelika Niescier und Chris Tordini).
Bei Mesmerism spielte Sorey mit seinem Trio Melodien von Duke Ellington, Horace Silver („Enchantment“) Herb Ellis („Detour Ahead“), Paul Motian („From Time to Time“) und Muhal Richard Abrams („Two Over One“) sowie eine Version von „Autumn Leaves“, einem der am häufigsten aufgenommenen Standards im Jazz. „Ich habe die Gelegenheit, diese Musik zu spielen, immer begrüßt“, sagt Tyshawn Sorey. „Nachdem ich fast zwei Jahrzehnte lang als sogenannte „Avantgarde“ bezeichnet wurde, beschloss ich, dass es an der Zeit war, diese Session mit Musikern zu machen, die ich respektiere und zutiefst bewundere“.
Pianist Aaron Diehl und der Bassist Matt Brewer sind beide Musiker, die Sorey schon eine Weile kennt, mit denen er aber noch nie zuvor im Studio gearbeitet hatte. Im Gegensatz zu seinen Arbeiten mit Cory Smithe und Chris Tordini (Alloy, Verisimilitude) oder in größeren Ensembles wollte Sorey die volle Spontaneität den strengen Kompositionen der Vergangenheit vorziehen. Mit Aaron Diehl und Matt Brewer nahm er die Stücke sofort auf, mit nur ein paar Stunden Probe davor.
Dabei wurden die Titel nicht konventionell interpretiert, sondern die Vorlagen neu arrangiert und dabei auch kompositorisch bearbeitet:

„Ich würde definitiv sagen, dass ich die Stücke rekomponiere. Ich versuche, die Parts zu verändern und die Stücke anders zu definieren, als es die Norm vorgibt. Dafür wende ich dieselben Methoden an, die ich für meine beiden ersten Trioalben mit eigenen Kompositionen genutzt habe. … Ich kann eine Komposition in der Mitte starten, bestimmte Takte austauschen, mich durch eine Komposition navigieren wie durch einen Straßenplan oder ein Stück sowie einzelne Parts einfach rückwärts spielen. Ich suche immer nach logischen Wegen, Songs so zu strukturieren, dass es eine Logik ergibt. Vieles erscheint zufällig, dabei folgt es immer einer eigenen Logik.“

Auf Mesmerism entschied Sorey für jeden Titel, wie weit er sich dabei vom Original entfernen wollt. So wird etwa bei „Autumn Leaves“ dessen Melodie erst ganz am Ende verhalten vorgestellt.
Sorey verfolgte mit Mesmerism drei Absichten:

„Mein erstes Anliegen war es zu sehen, inwieweit ich meine Kompositionsmethoden auf Jazzstandards anwenden kann. Mein zweites Ziel bestand darin, ohne Proben und Absprachen ins Studio zu gehen und so weit wie möglich ins konzeptionelle und spielerische Risiko zu gehen. … Bis auf ‚Autumn Leaves‘ haben wir für alle Songs nur einen Take gebraucht. Die dritte Idee war ganz einfach, das Album kurz zu halten. Es sollte definitiv nicht länger als 45 Minuten sein, denn in unserer Zeit haben die Hörer einfach weniger Geduld als früher.“

Das Album wurde von Soreys Mentor Michael Carvin produziert.

## Titelliste

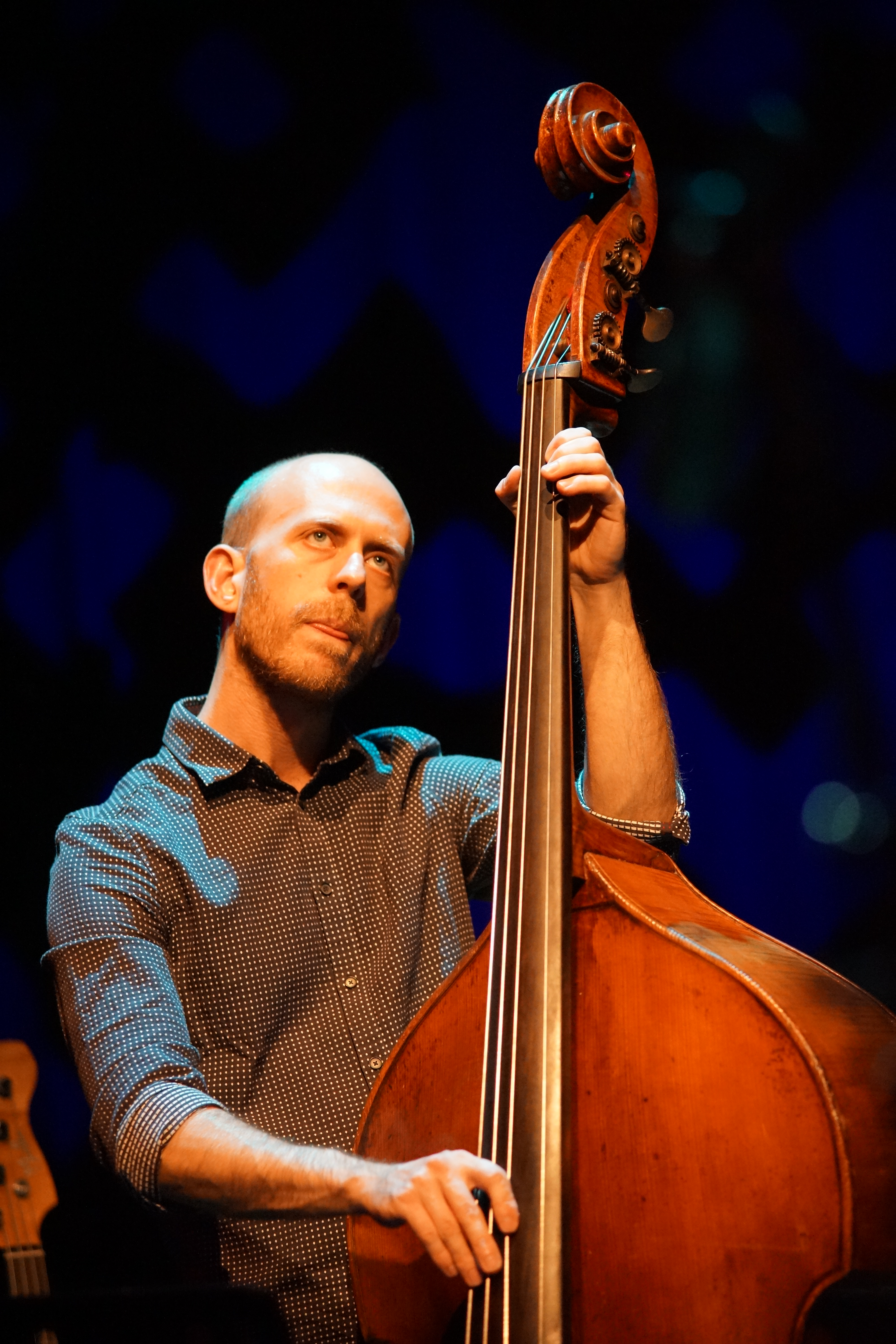
Matt Brewer mit dem Will Vinson Quartet im Lantaren Venster, Rotterdam 2017

- Tyshawn Sorey, Mesmerism (Download)

1. Enchantment (Horace Silver) 7:22
2. Detour Ahead (Herb Ellis, John Frigo, Lou Carter) 14:17
3. Autumn Leaves (Jacques Prévert, Johnny Mercer, Joseph Kosma) 8:45
4. From Time to Time (Paul Motian) 5:44
5. Two Over One (Muhal Richard Abrams) 7:14
6. REM Blues (Duke Ellington) 4:27

- Tyshawn Sorey Trio: Mesmerism (LP)[6]

1. Enchantment 7:24
2. Detour Ahead 14:18
3. Autumn Leaves 8:45
4. From Time to Time 5:44
5. Two Over One 7:15

## Rezeption

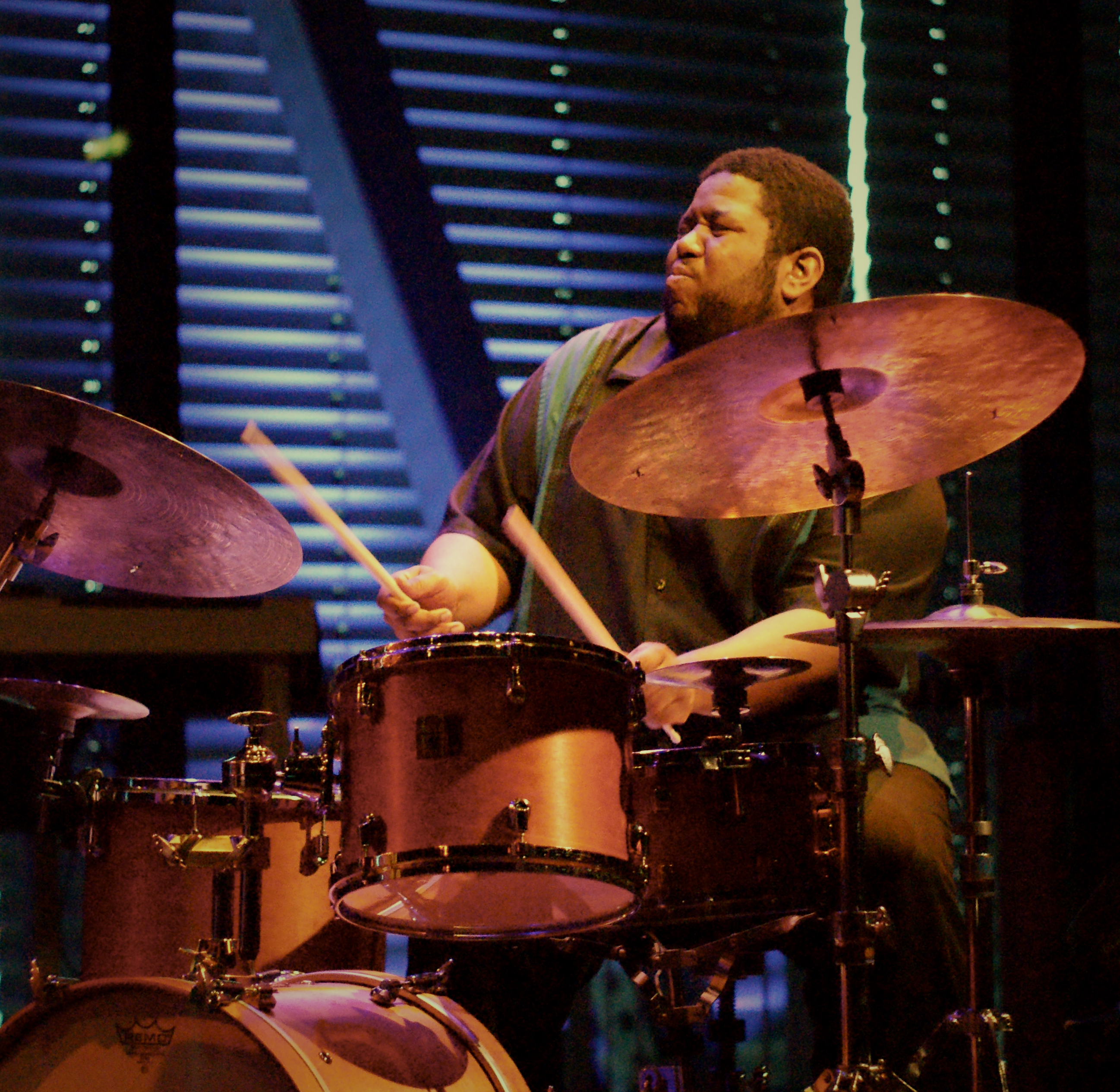
Tyshawn Sorey mit Myra Melford's Snowy Egret im Bimhuis 2013

Nach Ansicht von Angelo Leonardi, der das Album in der italienischen Ausgabe von All About Jazz rezensierte, könne ein Piano-Trio als Hommage an die Tradition nur für diejenigen überraschend sein, die dem Schlagzeuger mit seinen eigenen innovativen Formationen und in Zusammenarbeit etwa mit Vijay Iyer, Steve Lehman, John Zorn, Steve Coleman gefolgt sind. Das Material, mehr oder weniger bekannte Standards und die zwei Kompositionen von Paul Motian und Muhal Richard Abrams würden sie in respektvollen und innovativer Art interpretieren. Besonders fantasievolle Entwicklungen fänden in „Detour Ahead“ statt, einem Thema, das stark mit dem großartigen Trio von Bill Evans [mit Scott LaFaro und Paul Motian] verbunden sei. Auf der eher „traditionellen“ Seite ihrer Interpretationen würden „Two Over One“ und „Enchantment“ hervorstechen. Die komplizierte Version, die Muhal Abrams in Sightsong präsentiert hatte, werde hier als Ballade neu interpretiert, in einem schönen Kontrast zwischen der Süße des Klaviers und dem nervösen und interaktiv agierenden Schlagzeug.
Auch wenn er seine volle Wertschätzung für die Tradition dokumentieren wollte, produziere Sorey sicherlich kein reduziertes oder unbedeutendes Album, schrieb Phil Freeman (Ugly Beauty/Stereogum). Hier gebe es keine Dekonstruktionsversuche, keine Distanz zum Material. Das seien wunderschöne Songs, und Sorey und seine Bandkollegen würden zeigen, dass sie diese Stücke lieben. Aaron Diehl habe eine Qualität in seinem Spiel, sowohl als Begleiter von Cécile McLorin Salvant als auch eigenen Alben, die man nur als „urban“ bezeichnen kann; er beschäftige sich dabei intensiv mit der Geschichte des Jazz. Wiederum sei Matt Brewer ein erfahrener Bassist, der in praktisch jedem Kontext genau das liefere, was benötigt werde; er habe ein tiefes Gespür für Melodien, aber auch einen perfekten Sinn dafür, wann er sich zurücklehnen und Diehl unterstützen sollte. Und Sorey spiele hier die Rolle eines traditionellen Jazz-Schlagzeugers, nie dominant – er verschwinde oft ganz, lasse Diehl in der Luft schweben, und manchmal spiele er einfach nur mit unglaublicher Sanftheit Besen.
Thom Jurek verlieh dem Album in Allmusic vier Sterne und schrieb, dieses Trio zeige eine kinetische Spontaneität, auch wenn dabei ihre Disziplin durchscheine. Als Individuen seien sie fließend und aufmerksam; sie würden sensibel, selbstbewusst und instinktiv aufeinander reagieren und einander führen. Unter Soreys Führung enthüllten sie, dass diese alten Nuggets noch viele Geheimnisse in sich bergen, die es in den richtigen Händen zu entdecken gelte.
Dave Sumner schrieb in Bandcamp Daily, so sehr man an Tyshawn Soreys zunehmend komplexe und experimentierfreudige Musikprojekten wertschätzen kann, sei es erfreulich, ihn in einer Straight-ahead-Session zu hören, die in ihrer Intimität anmute, als würden drei Freunde zusammen in ihrem Wohnzimmer spielen. Sowohl ihre eigenen Stücke als auch Interpretationen, wobei Melodien aus beiden Kategorien eine Vertrautheit vermitteln würden, als wären sie aus dem persönlichen Great American Songbook des Trios entnommen.
Für Wolf Kampmann, der Mesmerism in Jazz thing vorstellte, hat das Album eine „hypnotische Transzendenz“, die sein Titel Mesmerism perfekt beschreibe: Die Musik löse sich im Ohr quasi auf, bis man kaum noch wahrnehme, dass hier Klavier, Bass und Schlagzeug zusammenspielen. Sorey habe das Album in dieser seiner Lieblingskonstellation eingespielt, obgleich er von einem Großteil der aktuellen Klaviertrios gelangweilt sei und es nicht schätze, wenn Jazzmusiker vor allem Tricks vorführen, die sie gelernt haben. Daher sei ihm nichts übrig geblieben als dem Klaviertrio neue Facetten abzugewinnen.
Will Layman (Pop Matters) zählte Mesmerism zu den besten Alben des Jahres; Soreys Instinkt und seine Fähigkeit, Klang in zielgerichtete Auren zu formen, seien in seinen Kompositionen präsent, aber es werde hier in „Detour Ahead“ und „Autumn Leaves“ ebenso deutlich. Sorey passe diese meist bekannten Melodien in kleinen Schritten an, damit sie wieder frisch klingen. Selbst die geradlinigsten Sounds würden tiefgründig klingen. „Two Over One“ von Abrams enthalte Murmeln und Glockenspiel im Dreivierteltakt, und es gebe auch einfache Blues-Themen, aber alles, was diese Band berühre, klinge bereichert, erhaben und intim.
2023 wurde Mesmerism von der Jazz Journalists Association in der Kategorie Album des Jahres nominiert.